# Velká Deštná
Velká Deštná (německy Großkoppe či Deschneyer Koppe) je s nadmořskou výškou 1116 m n. m. nejvyšší horou Orlických hor. Dříve udávaná výška 1115 m n. m. je výškou geodetického bodu, ne nejvyšším místem. Leží 3 km východně od Deštného v Orlických horách.
Má také 8. nejvyšší prominenci a 15. nejvyšší izolaci ze všech českých hor.

## Rozhledna

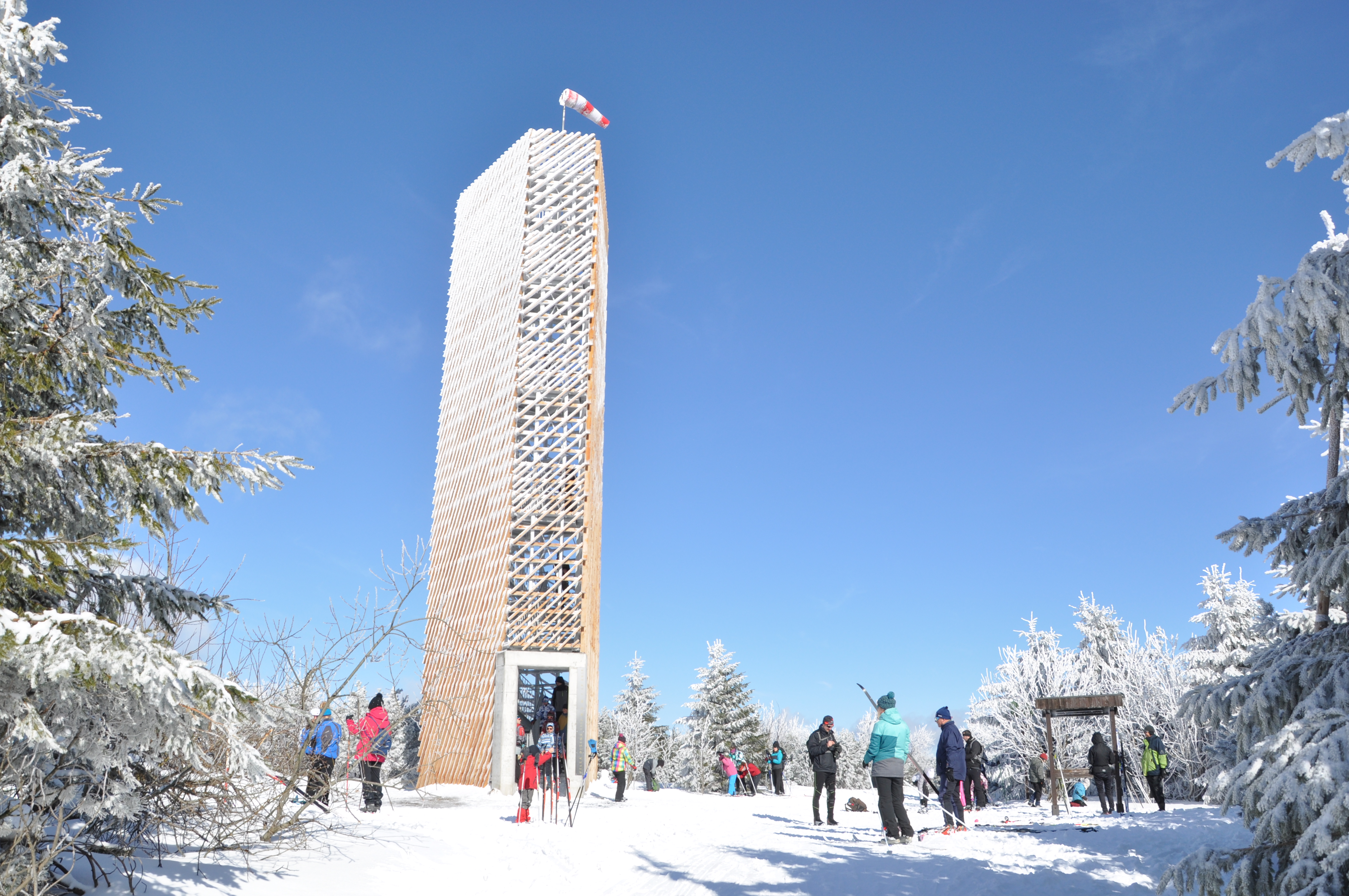
Nová rozhledna z roku 2019 (2020)

Na vrcholu stála již koncem 19. století dřevěná rozhledna. Tu sice vichr a bouře rozmetaly, ale byla v různých podobách pravidelně obnovována až do konce 70. let 20. století, kdy byla stržena. Roku 1992 byla na vrcholu postavena 8 metrů vysoká dřevěná rozhledna ve tvaru pyramidy ze čtyř otesaných kmenů, pojmenovaná Štefanova vyhlídka, vystavěna skauty jako dárek hajnému a členovi Horské služby Štefanu Matějkovi k jeho 60. narozeninám. Tato rozhledna však byla z důvodu bezpečnosti v roce 2004 nahrazena rozhlednou novou, také dřevěnou. Ta ale také neodolala drsnému klimatu a v létě 2010 byla stržena.
V letech 2018 a 2019 byla na vrcholu vystavěna devatenáctimetrová ocelová rozhledna pětiúhelníkového půdorysu opláštěná modřínovými hranoly symbolizující déšť ve větru. Slavnostní otevření rozhledny proběhlo dne 26. října 2019.
Z rozhledny je výhled do širokého okolí – na Rychnovsko, Stolové hory i Králický Sněžník.

## Přístup

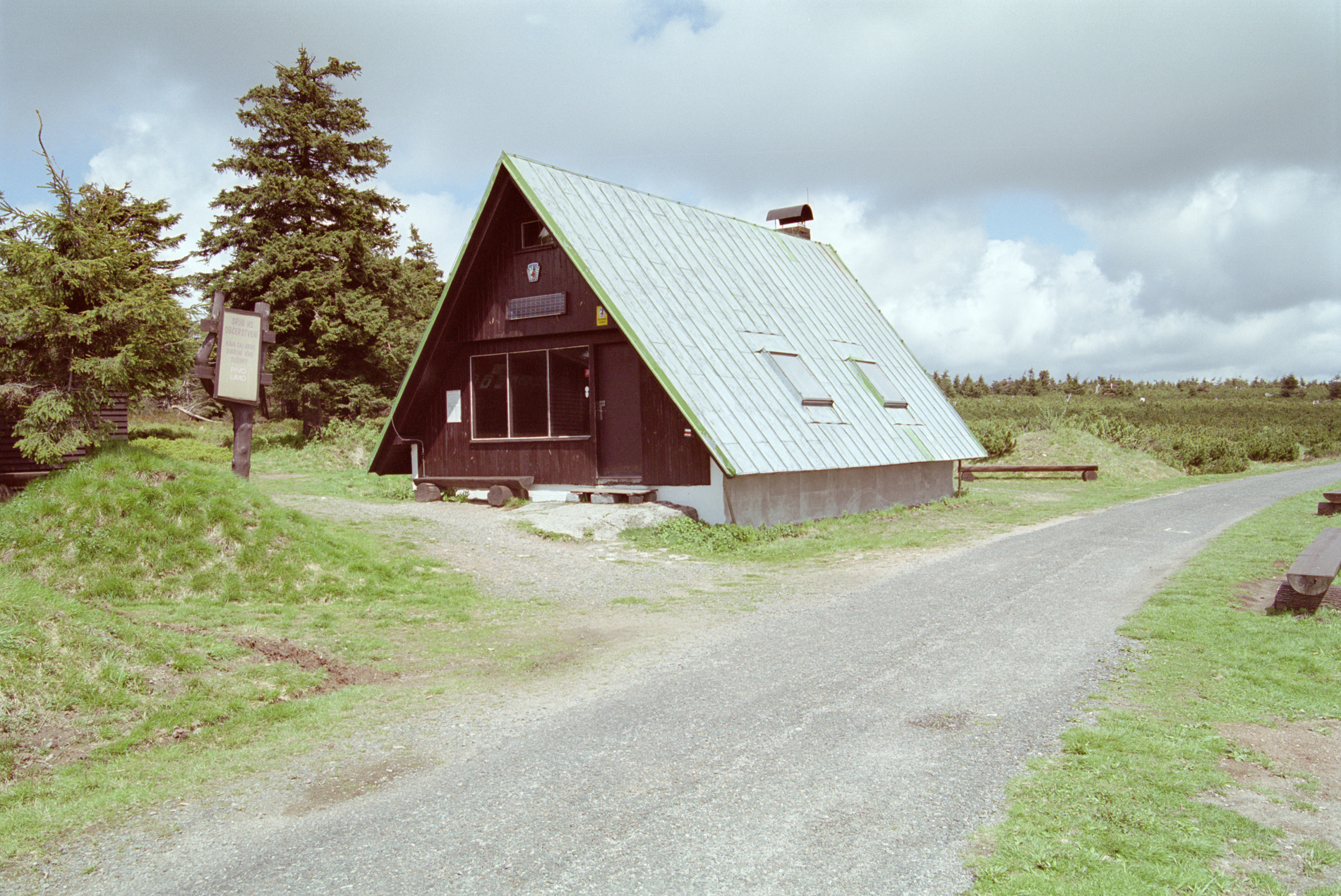
Kiosek nedaleko vrcholu Velké Deštné

Přes vrchol vede hlavní hřebenová cesta Orlických hor – červeně značená Jiráskova cesta, kterou v těchto místech kopíruje i cyklotrasa č. 4071. Nejsnadnější přístup je po Jiráskově cestě ze sedla pod Šerlichem, kde je parkoviště a zastávka autobusu. Další možností je výstup po zelené značce od osady Luisino údolí.
V sezóně je nedaleko vrcholu otevřen kiosek (chata) Horské služby se základním občerstvením.